# Primacy-Recency-Effekt
Der Primacy-Recency-Effekt oder auch serieller Positionseffekt ist ein psychologisches Gedächtnisphänomen, welches dazu führt, dass bei einer Reihe dargestellter Urteilsobjekte oder Lernmaterialien die zu Beginn (Primäreffekt) und gegen Ende (Rezenzeffekt) dargestellten Informationen besser im Gedächtnis behalten werden. Dieser Effekt wurde in zahlreichen experimentellen Studien nachgewiesen, in denen Probanden, die sich zunächst eine Wortliste einprägen sollten, diese im Anschluss bestmöglich und ohne jede Hilfestellung bzw. frei wiederzugeben hatten.
Bei auffälligen Items bspw. mit erhöhter Valenz oder Merkbarkeit kann es freilich auch Abweichungen von dieser Regel geben. So zeigten Probanden einer 1976 publizierten Studie bei der freien Wiedergabe amerikanischer Präsidenten zwar einen deutlichen seriellen Positionseffekt nach historischem Zeitraum der Präsidentschaft, Abraham Lincoln stach jedoch von dieser Regel abweichend in der Erinnerung deutlich heraus.
Im Kontrast zum Primacy-Recency-Effekt stehen die proaktive Interferenz und retroaktive Interferenz, bei denen jeweils entweder vorher gelerntes die spätere Wiedergabe oder später gelerntes die Wiedergabe von früher gelerntem einschränken. Bei der Durchführung von Testbatterien kann es zudem zu Fehlern bzw. sogenannten Intrusionen führen; beim Versuch, zuvor gelernte Wörter zu repetieren, neigen v. a. mnestisch stärker beeinträchtigte Probanden dazu, Inhalte aus vorangegangenen Testabschnitten zu nennen.
Dieser Effekt wird im Marketing genutzt, indem ein besonderer Schwerpunkt auf die Anzeigen zu Anfang und am Schluss eines Werbeträgers gesetzt wird. Viele Zeitungsartikel sind ebenfalls nach diesem Effekt aufgebaut; Informationen, die der Kernbotschaft eines Artikels zuwiderlaufen, jedoch aus Gründen der Glaubwürdigkeit nicht unterdrückt werden, werden darum oft im Mittelteil eines solchen platziert.